# Encymon regalis regalis
Encymon regalis regalis es una subespecie de coleóptero de la familia Endomychidae.

## Distribución geográfica
Habita en Mindanao (Filipinas).